# John Gower

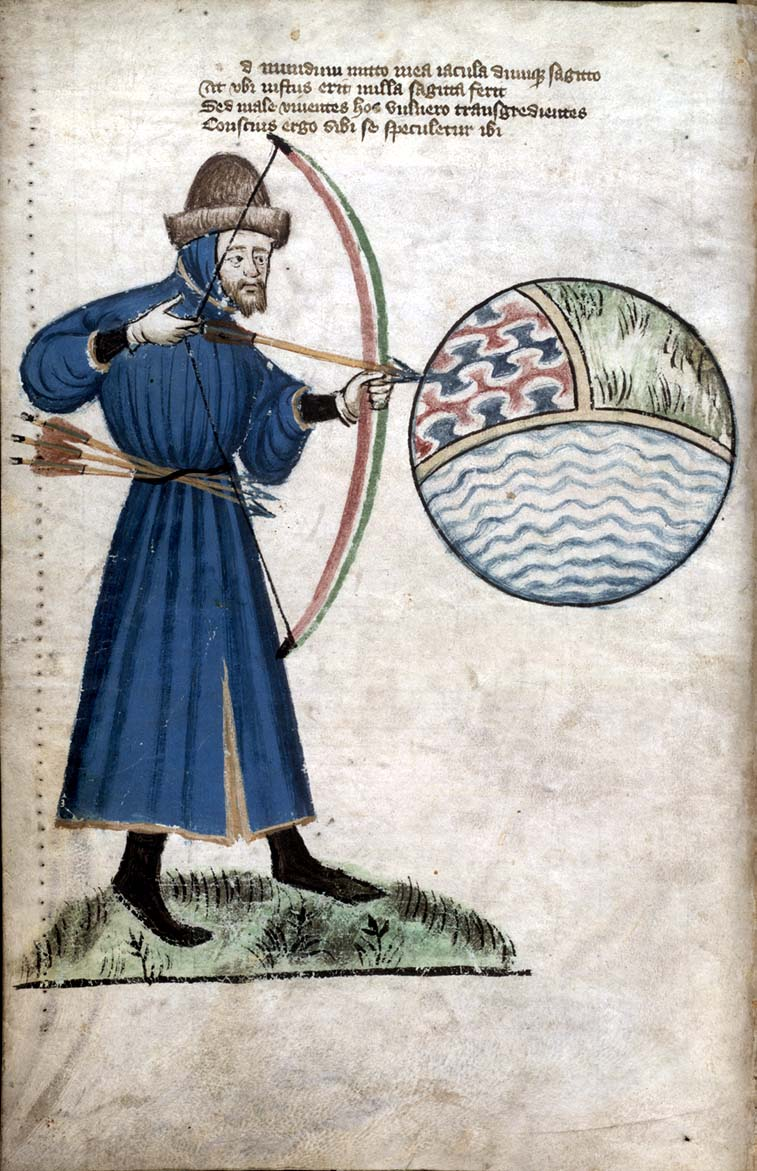
Portret poety jako łucznika celującego w świat, rękopis dzieła Vox clamantis [MS Hunter 59 (T.2.17)], około 1400 r.

John Gower (ur. ok. 1330, zm. 1408) – angielski poeta, piszący po łacinie, francusku i angielsku. Był przyjacielem i naśladowcą Geoffreya Chaucera.
Po angielsku Gower napisał obszerne dzieło Confessio amantis (Wyznanie zakochanego), po francusku ułożył Mirour de l'homme (Zwierciadło człowieka), zaś po łacinie Vox clamantis (Głos wołającego). W tym ostatnim dziele poeta odniósł się do aktualnych wydarzeń społecznych, a konkretnie do powstania chłopskiego Wata Tylera, które potępił, podobnie zresztą jak Marcin Luter zrobił to w XVI wieku wobec powstańców niemieckich. Humanistycznym rysem poglądów Gowera był jego zdecydowany sprzeciw wobec użycia przemocy (stosowanej między innymi przez Krzyżaków) w ewangelizacji pogan, w czym przypomina Pawła Włodkowica. 
Gower pisał też (strofą królewską) francuskie ballady.
Gower stał się bohaterem sztuki Wiliama Szekspira Perykles, książę Tyru, opartej zresztą na Confessio amantis. Gower występuje w roli chóru, wypowiadając prolog.
To sing a song that old was sung,
From ashes ancient Gower is come;
Assuming man's infirmities,
To glad your ear, and please your eyes.
It hath been sung at festivals,
On ember-eves and holy-ales;
And lords and ladies in their lives
Have read it for restoratives:
The purchase is to make men glorious;
Et bonum quo antiquius, eo melius.